# Municipio de Teotitlán del Valle
El municipio de Teotitlán del Valle es uno de los 570 municipios del estado mexicano de Oaxaca. Su cabecera es la localidad de Teotitlán del Valle.

## Geografía
El municipio de Teotitlán del Valle colinda al norte con los municipios de Tlalixtac de Cabrera, Santa Catarina Lachatao y San Miguel Amatlán; al este con los municipios de Villa Díaz Ordaz y Santa Ana del Valle; al sur con los municipios de Tlacolula de Matamoros y San Jerónimo Tlacochahuaya; y al oeste con los municipios de San Francisco Lachigoló y Santo Domingo Tomaltepec.

## Localidades
El municipio de Teotitlán del Valle cuenta con seis localidades.
| Localidad           | Población (2020) |
| ------------------- | ---------------- |
| Teotitlán del Valle | 4858             |
| Santiago Ixtaltepec | 1077             |
| Santa Cecilia       | 316              |

## Gobierno
El municipio de Teotitlán del Valle se rige mediante el sistema de usos y costumbres.
| Presidente municipal        | Periodo   |
| --------------------------- | --------- |
| Porfirio Santiago Méndez    | 1996-1998 |
| Mario Ruíz Mendoza          | 1999-2001 |
| Francisco Sosa Lazo         | 2002-2004 |
| Constantino Gutiérrez Pablo | 2005-2007 |
| Lorenzo Vicente Mendoza     | 2008-2010 |
| Víctor Sosa Mendoza         | 2011-2013 |
| Hilario Bautista Lazo       | 2013-2016 |
| Pantaleón Ruíz Martínez     | 2017-2019 |
| Andrés Gutiérrez Sosa       | 2020-2022 |
| Felipe Hernández Vicente    | 2023-2025 |